# Mário Centeno
Mário José Gomes de Freitas Centeno est un économiste, universitaire et homme d'État portugais, né le 9 décembre 1966 à Olhão.
Proche du Parti socialiste (PS), il est élu député de Lisbonne en 2015, puis devient peu après ministre des Finances. Il conserve ce poste, avec le titre de ministre d'État, après les élections de 2019. En 2018, il est choisi par ses pairs comme président de l'Eurogroupe. Il renonce en 2020 à postuler une nouvelle fois à ce poste après avoir renoncé à ses fonctions ministérielles.

## Biographie

### Formation et vie professionnelle
Il obtient en 1990 une licence en économie puis une maîtrise en mathématiques appliquées de l'Institut supérieur d'économie et de gestion (ISEG) de l'Université technique de Lisbonne (UTL) trois ans plus tard. Il complète ce cursus à la Harvard Business School de l'université Harvard, avec une maîtrise d'économie en 1998 et un doctorat en 2000.
Il rejoint alors la Banque du Portugal en tant qu'économiste. Entre 2004 et 2013, il est directeur adjoint du département des Études économiques. Parallèlement, il est professeur des universités à l'ISEG. 

### Ministre des Finances
Proche du Parti socialiste (PS), il est élu député du district de Lisbonne à l'Assemblée de la République lors des élections législatives du 4 octobre 2015. Le 26 novembre suivant, Mário Centeno est nommé ministre des Finances du gouvernement minoritaire du socialiste António Costa.
Le 4 décembre 2017, il est élu président de l'Eurogroupe par ses pairs au deuxième tour de scrutin face au libéral luxembourgeois Pierre Gramegna.
D’obédience libérale, il défend une politique de rigueur budgétaire. Sa décision de renflouer pour près de deux milliards d'euros Novo Banco provoque l'ire de la gauche radicale et des communistes, partenaires du gouvernement, qui lui reprochent de préférer assainir les banques privées plutôt que d’investir dans le secteur public.

### Gouverneur de la Banque du Portugal
Son départ du gouvernement est réclamé en mai 2020 par l'opposition, après qu'il a reconnu avoir déjà versé un nouveau prêt à Novo Banco alors qu'il avait affirmé devant l'Assemblée de la République que l'argent ne serait débloqué qu'après un audit. Le 14 mai, le Premier ministre António Costa réaffirme publiquement sa confiance en son ministre des Finances.
Son départ du gouvernement est annoncé le 9 juin, son remplacement par le secrétaire d'État au Budget João Leão devant intervenir six jours plus tard. Il est proposé le 25 juin par Costa comme futur gouverneur de la Banque du Portugal, un poste appelé à se libérer sous dix jours. Il prend officiellement ses fonctions le 20 juillet, après avoir été formellement nommé par le conseil des ministres.